# Королівська змія мексиканська
Королівська змія мексиканська (Lampropeltis mexicana) — неотруйна змія з роду Королівська змія родини Вужеві. Має 4 підвиди.

## Опис
Загальна довжина досягає 0,9—1 м. Іноді досягає 1,8—2 м. Голова трохи витягнута, стиснута з боків. тулуб стрункий, кремезний. Забарвлення дуже мінливе. Основний колір сірий або коричневий. На голові присутній темний малюнок у формі літери «У». По всьому тулубу розташовуються чотирикутні або сідлоподібні плями червоного та/або чорного кольору з білою облямівкою. Черево темно- або світло-сірого кольору, іноді хвіст знизу червоний.

## Спосіб життя
Полюбляє посушливі гірські райони. Активна вночі. Харчується ящірками, гризунами та зміями.
Це яйцеккладна змія. Самка відкладає до 15-18 яєць. 

## Розповсюдження
Мешкає на північному заході Мексики: провінціях Тамауліпас, Нуево-Леон, Коауїла, Сакатекі. Зустрічається також у штаті Техас (США).

## Підвиди
- Lampropeltis mexicana mexicana
- Lampropeltis mexicana leonis
- Lampropeltis mexicana greeri
- Lampropeltis mexicana thayeri